# نايجل كينيدي (عازف كمان)
نايجل كينيدي (بالإنجليزية: Nigel Kennedy) (و. 1956  م) هو عازف كمان بريطاني، ولد في برايتون، يستخدم آلات Jazz violin ‏، وكمان متوسط.

## التعليم
تعلم في مدرسة جوليارد.

## وصلات خارجية
- نايجل كينيدي على موقع IMDb (الإنجليزية)
- نايجل كينيدي على موقع روتن توميتوز (الإنجليزية)
- نايجل كينيدي على موقع مونزينجر (الألمانية)
- نايجل كينيدي على موقع ألو سيني (الفرنسية)
- نايجل كينيدي على موقع ميوزك برينز (الإنجليزية)
- نايجل كينيدي على موقع أول موفي (الإنجليزية)
- نايجل كينيدي على موقع قاعدة بيانات الأفلام السويدية (السويدية)
- نايجل كينيدي على موقع إن إن دي بي (الإنجليزية)
- نايجل كينيدي على موقع أول ميوزيك (الإنجليزية)
- نايجل كينيدي على موقع ديسكوغز (الإنجليزية)